# Kellerhof (Parsberg)

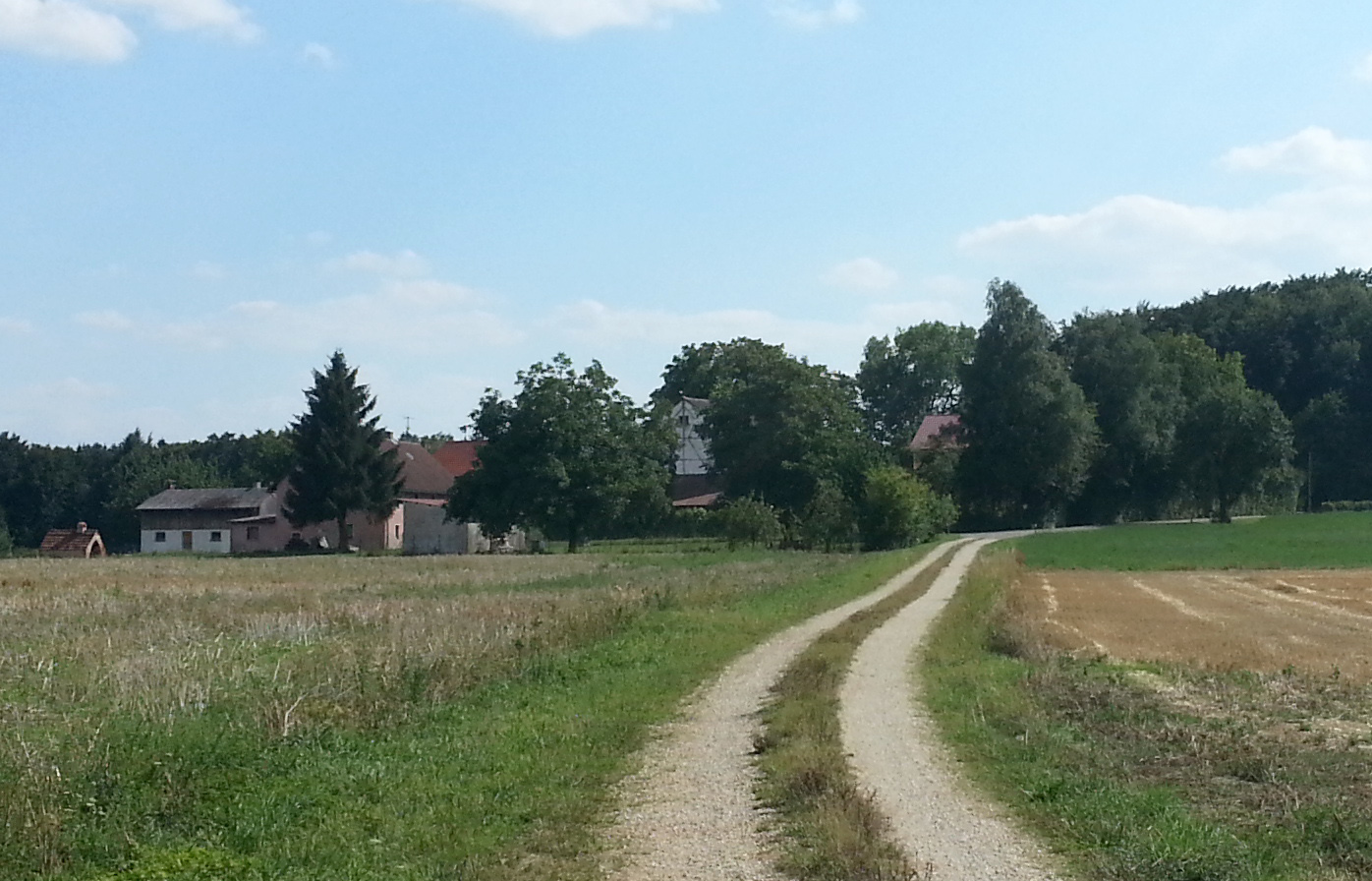
Kellerhof von Nordwesten

Kellerhof ist ein Gemeindeteil auf der Willenhofener Gemarkung der Stadt Parsberg im Landkreis Neumarkt in der Oberpfalz im Oberpfälzer Jura. Der Weiler besteht aus drei Anwesen, liegt etwa sechs Kilometer südlich von Parsberg und etwa einen halben Kilometer südöstlich der Ortsgrenze von Willenhofen.

## Geschichte
Der Küelleinhof, so die damalige Bezeichnung, wurde im Jahre 1396 erstmals urkundlich erwähnt. Ein Wernher Prentel zu Herrnried musste für den Küelleinhof (und den bei Herrnried gelegenen und im 15. Jahrhundert abgegangenen Franckenhof) an Friedrich Eichstätter eine jährliche Gült von je zwei Schaff Korn und Hafer entrichten. Beide genannten Höfe, außerdem ihren Besitz in Grasenhüll, die Weideich Wiese und eine Holzmark traten Werner der Prentel, seine Frau und beider Tochter 1398 an Friedrich den Eichstätter ab. Auf einer Karte der Hofmark Herrnried aus dem 16. Jahrhundert ist an der Stelle des heutigen Kellerhofes ein Küelerhof verzeichnet.
Kellerhof gehörte zur Gemeinde Willenhofen. Am 1. Januar 1972 wurde Willenhofen aufgrund der Gebietsreform in Bayern in die Stadt Parsberg eingemeindet. Im Jahr 2022 wurde von der Stadt Parsberg ein Einzelanwesen an der Staatsstraße 2660 (ehemals Bundesstraße 8) dem Kellerhof als drittes Anwesen angegliedert.